# Sultanato de Geledi

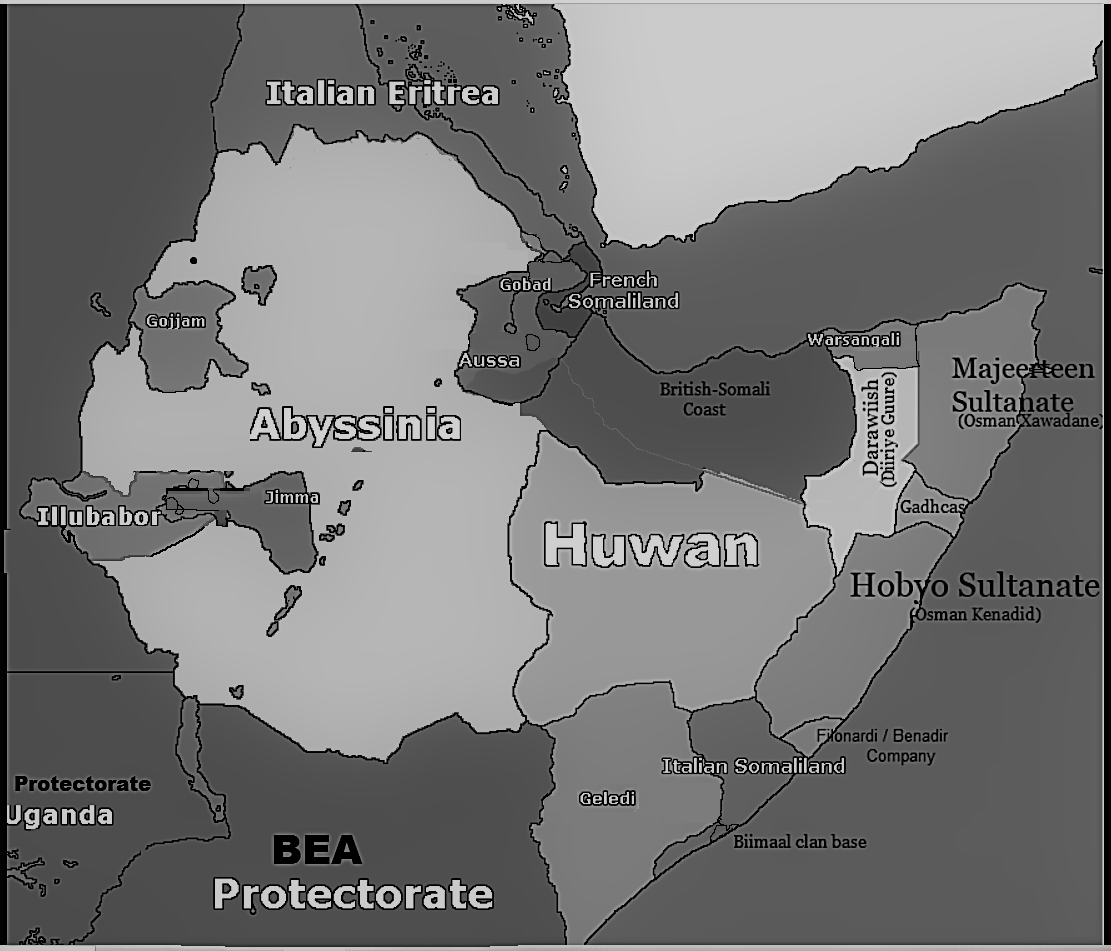

El Sultanato de Geledi (somalí: Saldanadda Geledi, árabe: سلطنة غلدي) también conocido como la dinastía Gobroon fue un reino somalí que gobernó la parte meridional del Cuerno de África durante el siglo XVII y XIX. El Sultanato fue gobernado por la dinastía Gobroon.

## Historia
Fue establecido por el soldado geledí Ibrahim Adeer, quien había derrotado a varios vasallos del Sultanato Ajuran y elevado a la familia Gobroon para ejercer un poder político significativo. Tras la consolidación de Mahamud Ibrahim, la dinastía alcanzó su cúspide bajo Yusuf Mahamud Ibrahim, quien modernizó con éxito la economía de Geledi y eliminó las amenazas regionales con la conquista de Bardera en 1843, y luego recibiría tributo de Said bin Sultan, el gobernante del Imperio omaní.
Los sultanes de Geledi tenían fuertes lazos regionales y establecieron alianzas con los sultanatos de Pate y Witu en la costa de Suajili. El comercio y el poder de Geledi seguirían siendo fuertes hasta la muerte del conocido sultán Ahmed Yusuf en 1878. El sultanato se incorporó finalmente a la Somalilandia italiana en 1911.